# Finales NBA 1954
Navigation
Finales 1953 Finales 1955
Les finales NBA 1954 concluent la saison 1953-1954 de la National Basketball Association (NBA). Les Nationals de Syracuse de la division Est ont affronté les Lakers de Minneapolis de la division Ouest. Minneapolis ayant l'avantage du terrain.
En remportant la série 4-3, les Lakers ont remporté leur troisième titre consécutif et leur cinquième titre en six ans depuis 1948.

## Classement en saison régulière
| Champion de division | Qualifié pour les playoffs | Éliminé des playoffs |

| Division Est             | V  | D  | PCT  | GB |
| ------------------------ | -- | -- | ---- | -- |
| Knicks de New York       | 44 | 28 | .611 | -  |
| Nationals de Syracuse    | 42 | 30 | .583 | 2  |
| Celtics de Boston        | 42 | 30 | .583 | 2  |
| Warriors de Philadelphie | 29 | 43 | .403 | 15 |
| Bullets de Baltimore     | 16 | 56 | .222 | 28 |

| Division Ouest        | V  | D  | PCT  | GB |
| --------------------- | -- | -- | ---- | -- |
| Lakers de Minneapolis | 46 | 26 | .639 | -  |
| Royals de Rochester   | 44 | 28 | .611 | 2  |
| Pistons de Fort Wayne | 40 | 32 | .556 | 6  |
| Hawks de Milwaukee    | 21 | 51 | .292 | 25 |

### Tableau des playoffs
|  |                |                       |                |    |                       |                     |                       |                       |     |  |             |             |             |
|  | Phase de poule | Phase de poule        | Phase de poule |    |                       | Finales de Division | Finales de Division   | Finales de Division   |     |  | Finales NBA | Finales NBA | Finales NBA |
|  | Phase de poule | Phase de poule        | Phase de poule |    |                       | Finales de Division | Finales de Division   | Finales de Division   |     |  | Finales NBA | Finales NBA | Finales NBA |
|  |                |                       |                |    |                       |                     |                       |                       |     |  |             |             |             |
|  | Division Est   |                       |                |    |                       |                     |                       |                       |     |  |             |             |             |
|  | E1             | Knicks de New York    | 0–4            |    |                       |                     |                       |                       |     |  |             |             |             |
|  | E1             | Knicks de New York    | 0–4            | E1 | Nationals de Syracuse | 2                   |                       |                       |     |  |             |             |             |
|  | E2             | Celtics de Boston     | 2–2            | E1 | Nationals de Syracuse | 2                   |                       |                       |     |  |             |             |             |
|  | E2             | Celtics de Boston     | 2–2            | E2 | Celtics de Boston     | 0                   |                       |                       |     |  |             |             |             |
|  | E3             | Nationals de Syracuse | 4–0            | E2 | Celtics de Boston     | 0                   |                       |                       |     |  |             |             |             |
|  | E3             | Nationals de Syracuse | 4–0            |    |                       |                     | E1                    | Nationals de Syracuse | 3   |  |             |             |             |
|  |                |                       |                |    |                       |                     | E1                    | Nationals de Syracuse | 3   |  |             |             |             |
|  | Division Ouest | Division Ouest        | Division Ouest |    |                       | O1                  | Lakers de Minneapolis | 4                     |     |  |             |             |             |
|  | Division Ouest | Division Ouest        | Division Ouest | O1 | Lakers de Minneapolis | O1                  | Lakers de Minneapolis | 4                     | 3–0 |  |             |             |             |
|  | O1             | Lakers de Minneapolis | 2              | O1 | Lakers de Minneapolis |                     |                       |                       | 3–0 |  |             |             |             |
|  | O1             | Lakers de Minneapolis | 2              | O2 | Royals de Rochester   | 2–1                 |                       |                       |     |  |             |             |             |
|  | O2             | Royals de Rochester   | 1              | O2 | Royals de Rochester   | 2–1                 |                       |                       |     |  |             |             |             |
|  | O2             | Royals de Rochester   | 1              | O3 | Pistons de Fort Wayne | 0–4                 |                       |                       |     |  |             |             |             |
|  |                |                       |                |    |                       | 0–4                 |                       |                       |     |  |             |             |             |

## Résumé de la Finale NBA
| Match  | Date     | Équipe à domicile  | Résultat    | Équipe à l'extérieur |
| ------ | -------- | ------------------ | ----------- | -------------------- |
| Game 1 | 31 mars  | Minneapolis Lakers | 79–68 (1–0) | Syracuse Nationals   |
| Game 2 | 3 avril  | Minneapolis Lakers | 60–62 (1–1) | Syracuse Nationals   |
| Game 3 | 4 avril  | Syracuse Nationals | 67–81 (1–2) | Minneapolis Lakers   |
| Game 4 | 8 avril  | Syracuse Nationals | 80–69 (2–2) | Minneapolis Lakers   |
| Game 5 | 10 avril | Syracuse Nationals | 73–84 (2–3) | Minneapolis Lakers   |
| Game 6 | 11 avril | Minneapolis Lakers | 63–65 (3–3) | Syracuse Nationals   |
| Game 7 | 12 avril | Minneapolis Lakers | 87–80 (4–3) | Syracuse Nationals   |

## Équipes
| Effectif des Lakers de Minneapolis 1953-1954 |
| --- |
| 12 Jim Holstein • 15 Dick Schnittker • 17 Jim Pollard • 18 Frank Saul • 19 Vern Mikkelsen • 20 Myer Skoog •22 Slater Martin • 34 Clyde Lovellette • 99 George Mikan Entraîneur : John Kundla |

| Effectif des Nationals de Syracuse 1953-1954 |
| --- |
| 3 George King • 4 Dolph Schayes • 5 Paul Seymour • 8 Wally Osterkorn • 11 Earl Lloyd • 12 Al Masino • 15 Bill Kenville • 16 Bob Lavoy • 17 Jim Neal Entraîneur : Al Cervi |